# Cilla Black
Cilla Black, właśc. Priscilla Maria Veronica White (ur. 27 maja 1943 w Liverpoolu, zm. 2 sierpnia 2015 w Esteponie) – angielska piosenkarka, a także osobowość telewizyjna i aktorka. Odznaczona Orderem Imperium Brytyjskiego.
Cilla Black zajmuje wyjątkową pozycję w historii muzyki pop i brytyjskiej inwazji. Jako odkrycie i protegowana Briana Epsteina była pierwszą i jedyną wykonawczynią, która pochodziła z Liverpoolu w szczytowym momencie ekspansji brytyjskiego bigbitu. W połączeniu z menedżerskimi umiejętnościami Briana Epsteina i produkcyjnymi George’a Martina wyrobiła sobie mocną pozycję jako piosenkarka, a jej przeboje były notowane dłużej niż jakiegokolwiek innego wykonawcy ze stajni Briana Epsteina poza Beatlesami. Stała się jedną z ulubionych wykonawczyń muzyki pop w Anglii pod koniec lat 60. i w latach 70., i zarazem jedną z najpopularniejszych gwiazd tamtejszej telewizji.

## Życiorys

### Młodość i początki kariery
Cilla Black dorastała w rejonie Scotland Road na północy Liverpoolu. Jej rodzicami byli John Patrick White (1904–1971) i Priscilla Blythen (1911–1996). Dziadkiem Black był urodzony w walijskim Wrexham Joseph Henry Blythen (1883–1966), natomiast pradziadkowie – zarówno ze strony ojca jak i matki – byli Irlandczykami. Black była wychowywana w katolickim domu i uczęszczała do St. Anthony’s School, później uczyła się w Anfield Commercial College, gdzie uczyła się umiejętności potrzebnych w biurze.
Zdeterminowana do bycia artystką estradową, Black zatrudniła się na pół etatu jako szatniarka w liverpoolskim The Cavern Club, najbardziej znanym z koneksji z zespołem The Beatles. Jej improwizowane występy zrobiły wrażenie na Beatlesach i innych. Została zachęcona do śpiewania przez liverpoolskiego promotora, Sama Leacha, który zarezerwował jej pierwszy występ w Casanova Club przy London Road, gdzie pojawiła się jako „Swinging Cilla”. Black stała się gościnną piosenkarką z bigbitowymi zespołami Rory Storm and the Hurricanes, Kingsize Taylor and the Dominoes, i później z angielską formacją The Big Three. W tamtym czasie pracowała jako kelnerka w kawiarni Zodiac, gdzie spotkała przyszłego męża Bobby’ego Willisa. Za sprawą wydawcy Billa Harry’ego, Black pojawiła się w artykule w pierwszym wydaniu lokalnej gazety muzycznej „Mersey Beat”, gdzie Harry przypadkowo napisał jej nazwisko jako Cilla Black. Spodobało się jej to i postanowiła pod tym nazwiskiem występować.

### Kariera muzyczna
Menedżer muzyczny Brian Epstein, który miał już wtedy grono wykonawców z Beatlesami na czele, okazywał początkowo niewielkie zainteresowanie Black. Młoda piosenkarka została przedstawiona Epsteinowi przez Johna Lennona, który nalegał, aby ten ją przesłuchał. Jednak pierwsza próba okazała się nieudana – wokalistkę zjadły nerwy, a dodatkowo Beatlesi, którzy mieli ją wspomagać, częściej śpiewali razem z nią, niż tworzyli chórek.
Jednak 6 września 1963 roku – po późniejszych próbach w klubie jazzowym Blue Angel – Epstein zaangażował Cillę jako swoją jedyną piosenkarkę.
Epstein zaangażował Cillę do Parlophone Records i przedstawił ją George’owi Martinowi, który został producentem jej pierwszego singla „Love of the Loved” (napisanego specjalnie dla niej przez Johna Lennona i Paula McCartneya), który ukazał się zaledwie 3 tygodnie po podpisaniu kontraktu. Singiel osiągnął tylko 35. pozycję na brytyjskiej liście przebojów, wynik porównywalny z debiutami pozostałych wykonawców-podopiecznych Epsteina.
Znacznie większy sukces odniósł drugi singiel piosenkarki „Anyone Who Had a Heart” – kompozycja Burta Bacharacha i Hala Davida. Piosenka w wykonaniu Dionne Warwick osiągnęła 8. pozycję na amerykańskiej liście przebojów czasopisma „Billboard” Hot 100, podczas gdy w Wielkiej Brytanii wersja Black dotarła do pierwszego miejsca. Następny brytyjski przebój #1 piosenkarki to „You're My World”, anglojęzyczna wersja włoskiego utworu „Il mio mondo”, autorstwa Umberto Bindiego. Piosenka była cztery tygodnie na szczycie wyspiarskiego zestawienia, natomiast w Norwegii singiel dotarł do miejsca 8., w Kanadzie – #12, w Australii – #1. Z kolei w RPA piosenka była drugim najlepiej sprzedającym się singlem 1964 roku. Kolejnym jej sukcesem, choć mniejszym, była piosenka „It’s for You” (#7; autorstwo: Lennon/McCartney), gdzie – podczas sesji nagraniowej – na fortepianie zagrał McCartney.
Cilla Black należy do tego samego pokolenia brytyjskich wokalistek co Dusty Springfield, Sandie Shaw, Helen Shapiro, Petula Clark i Lulu. Wymienione wokalistki (oprócz Clark) nie były jednocześnie wykonawczyniami i autorkami piosenek, ale wyłącznie interpretatorkami piosenek popularnych autorów i producentów lat 60. Sama Cilla Black nagrała wtedy wiele piosenek, w tym autorstwa Phila Spectora, Randy'ego Newmana, Tima Hardina i Burta Bacharacha. Wszystkie utwory Black wyprodukowane były przez George’a Martina w Abbey Road Studios.
Utwór „You’ve Lost That Lovin’ Feelin’” w wykonaniu Black (1965) dotarł do pozycji 2. na brytyjskiej liście, tydzień przed tym jak oryginalna wersja duetu The Righteous Brothers znalazła się na szczycie zestawienia.
Black nadal nagrywała kompozycje duetu Lennon-McCartney podczas trwania umowy z wytwórnią Parlophone (1963–1973); jej wersje utworów „Yesterday”, „For No One” i „Accross the Universe” stały się faworytami w rozgłośniach radiowych.
Kariera Black w Stanach Zjednoczonych chociaż wspierana przez Epsteina i jego zespół ds. PR ograniczyła się do kilku występów w telewizji (m.in. w programie The Ed Sullivan Show), a jej brytyjski hit „You're My World” osiągnął 26. miejsce na liście Billboardu Hot 100. Był to jej jedyny sukces w USA, natomiast Elvis Presley posiadał kopię singla w szafie grającej w swoim domu w Graceland. Black miała świadomość, że aby osiągnąć popularność za oceanem musiałaby poświęcić dużo czasu na koncertowanie w USA. Piosenkarka tęskniła jednak za domem i wróciła do Wielkiej Brytanii.
W 1966 roku Cilla nagrała kolejny utwór autorstwa Bacharach-David – „Alfie”, napisany jako przewodnia piosenka do filmu pod tym samym tytułem (w amerykańskiej wersji filmu śpiewała ją Cher). Menedżer Black, Brian Epstein był wściekły, że to wersja Cher została użyta w amerykańskim wydaniu filmu, co nie pozwoliło na przełomowy hit brytyjskiej piosenkarki. W USA „Alfie” stał się hitem w wykonaniu Dionne Warwick (#15), natomiast w Wielkiej Brytanii interpretacja Black znalazła się na miejscu 9.. Podczas sesji nagraniowej w londyńskim studiu Abbey Road Burt Bacharach zagrał na fortepianie i dyrygował, a także zaaranżował wersję Brytyjki.
Pod koniec 1966 roku Black gościła w popularnym show BBC Petera Cooka i Dudleya Moore’a Not Only… But Also, w rewii Raya Galtona i Alana Simpsona Way Out in Piccadilly – granej na deskach londyńskiego West Endu (Prince of Wales Theatre), a także we własnym programie telewizyjnym Cilla at the Savoy, który był jednym z najchętniej oglądanych przedstawień muzycznych na Wyspach w latach 60.
Próby Epsteina ulokowania Cilli w filmie okazały się mniej udane. Krótkie pojawienie się artystki w bigbitowym filmie Ferry Cross the Mersey oraz główna rola u boku Davida Warnera w satyrycznej komedii Work Is a 4-Letter Word zostały zignorowane przez krytykę. W wywiadzie udzielonym w 1997 roku przez Black dla czasopisma „Record Collector” ujawniła, że miała propozycję zagrania w filmie Włoska robota (1969), gdzie miała wcielić się w postać dziewczyny Michaela Caine’a, jednak negocjacje między producentami i jej menadżerami nie doszły do skutku z powodu wysokości honorarium piosenkarki.
Epstein zmarł w wyniku przypadkowego przedawkowania narkotyków w sierpniu 1967 roku, niedługo po negocjacjach dla Black kontraktu z BBC. Relacje między nimi pogarszały się już od roku, głównie dlatego, że Epstein już nie poświęcał jej takiej uwagi, jak kiedyś, a także dlatego, że publicznie wyznał, iż bierze LSD. Po latach Cilla miała do niego pretensje, że próbował wpływać łagodząco na nią podczas negocjowania kontraktu, który miał jej dać reprezentowanie Wielkiej Brytanii na Festiwalu Eurowizji w 1968 roku. Jednakże kandydatura Cilli została odrzucona dlatego, że po sukcesie Sandie Shaw nie wierzono, że uda się go powtórzyć w wykonaniu innej wokalistki brytyjskiej.
Po śmierci Epsteina obowiązki menedżera artystki przejął jej partner i autor piosenek, Bobby Willis. Po relatywnie słabych wynikach singla „I Only Live to Love You” (#26, 1967), Black rozpoczęła pasmo sukcesów, zaczynając od utworu „Step Inside Love” w 1968 roku (#8), który specjalnie dla niej napisał McCartney. Miał to być temat muzyczny dla jej nowego cotygodniowego programu telewizyjnego BBC. W 1969 roku dobre wyniki na listach osiągnęły single: „Conversations” (#7), „Surround Yourself with Sorrow” (#3) i „If I Thought You’d Ever Change Your Mind” (#20). W 1971 roku Black wylansowała jeszcze przebój „Something Tells Me (Something’s Gonna Happen Tonight)” (#3).
Związek Black z Beatlesami trwał nadal. Podczas Festiwalu Filmowego w Cannes w 1971 roku razem z George’em Harrisonem, Ringo Starrem i Markiem Bolanem wzięła udział w pokazie eksperymentalnego filmu Johna Lennona i Yōko Ono Erection. Wzięła też z nimi udział w wycieczce na jachcie, wynajętym przez Ringo, który zresztą napisał w tym czasie piosenkę Photograph, przeznaczoną pierwotnie właśnie dla niej (później ex-Beatles zmienił jednak zamiar i sam ją nagrał). George Harrison zaś napisał dwie piosenki dla Black: „The Light That Has Lighted the World” i „I’ll Still Love You (When Every Song Is Sung)”. Drugi z utworów został nagrany w 1975 roku, ale ukazał się dopiero w 2003 roku na retrospektywnym albumie Cilla: The Best of 1963–78.
W latach późniejszych Cilla niechętnie śpiewała. W 1993 roku – z okazji 30 lat piosenkarki w show biznesie – opublikowano album Through the Years, który składał się z nagranego na nowo materiału, gdzie kilka piosenek Cilla zaśpiewała w duetach z Dusty Springfield, Cliffem Richardem i Barrym Manilowem. Dziesięć lat później ukazał się jej album Beginnings... Greatest Hits and New Songs.
Na przełomie 2006 i 2007 roku utwór „Something Tells Me (Somethings Gonna Happen Tonight)” (1971) w wykonaniu Black wykorzystywany został jako podkład w brytyjskiej kampanii reklamowej czekoladek Ferrero Rocher.
Wyniki sprzedaży płyt Black na Wyspach były najlepsze spośród wszystkich brytyjskich wokalistek lat 60. W ciągu całej swojej kariery muzycznej artystka nagrała 15 albumów studyjnych i 37 singli.

### Kariera telewizyjna
Pierwsze odcinki serialu Cilla zostały wyemitowane we wtorek 30 stycznia 1968. W pierwszym odcinku gościł sam Tom Jones. Oboje artystów zaśpiewało w duecie. Paul McCartney (już bez Lennona) napisał temat przewodni Step Inside Love – kolejny hit Cilli. Inni znani goście jej programu to m.in. Henry Mancini, Ringo Starr, Donovan, Georgie Fame i Dusty Springfield. Show Cilli w BBC okazał się fenomenem i rozpoczął jej długą, telewizyjna karierę.
W latach 70. jej kariera piosenkarska, podobnie jak wielu jej rówieśników, zaczęła się chylić ku upadkowi, choć płyty sprzedawały się nieźle, a sama piosenkarka odbywała nadal tournée. Nasilający się zamiar bycia osobowością telewizyjną skłonił ją do eksperymentów z komedią sytuacyjną dla ITV w Cilla's World of Comedy i Cilla's Comedy Six. Jej serial w BBC, Cilla, był kontynuowany, z niewielkimi przerwami, aż do 1976 roku.
Główne piosenki z tego serialu były również udane. Step Inside Love, otwierający serial zarówno w 1968 jak i 1969 osiągnął 8. pozycję na brytyjskiej liście przebojów. Something Tells Me (Something's Gonna Happen Tonight) był z kolei motywem przewodnim odcinków z 1971 i 1973, osiągając pozycję 3. (to ostatni przebój artystki, który wszedł do pierwszej 10.), We Can't Go Wrong pojawił się w odcinkach z 1974, ale był już mniejszym hitem (pozycja 36); był zarazem ostatnim hitem Cilli aż do 1993. It's Now był finałowym tematem odcinków z 1976 ale nie udało mu się dostać na listę przebojów.
Brytyjskie wstępne eliminacje do Konkursu Piosenki Eurowizji były częścią programu Cilla zarówno w 1968 jak i w 1973. Sama Cilla była bliska reprezentowania swego kraju w konkursie w 1968, a także w 1970 ale musiała zrezygnować ze względu na ciążę.
Na początku lat 80. piosenkarka występowała głównie w kabaretach i na koncertach. Z telewizją rozstała się w 1978 ale powróciła w 1983, pojawiając się w programie BBC Wogan. Comeback okazał się wielkim sukcesem artystki, a więc karierę telewizyjną można było podjąć na nowo. Cilla podpisała kontrakt z London Weekend Television, co z kolei spowodowało, że została prowadzącą programy Blind Date (1985-2003) i Surprise, Surprise (1984-2001). Oba programy były zwycięzcami w swojej kategorii i umocniły pozycję Cilli, jako głównego performera płci żeńskiej w telewizji brytyjskiej.
Po rezygnacji z LWT Cilla zaznaczyla swój udział w następujących programach: Parkinson, So Graham Norton, Friday Night with Jonathan Ross, Room 101 oraz Cilla Live! dla Living TV. Była ponadto jurorem w pierwszych odcinkach Soapstar Superstar w Reality TV a ostatnio gościnnym prezenterem w The Paul O'Grady Show i The Friday Night Project dla Channel 4.

### Życie prywatne
Cilla poślubiła swego menedżera Bobby'ego Willisa (ur. 25 stycznia 1942). Ich małżeństwo trwało ponad 30 lat aż do śmierci Willisa na raka płuc 23 października 1999. Cilla i Bobby mieli trzech synów: Roberta (ur. 1970), Bena (ur. 1973) i Jacka (ur. 1980).
Po śmierci męża Cilla przyznała, że poroniła w 1972. W 1975 natomiast podczas występów w Coventry Theatre Cilla miała przedwczesny poród i choć szybko przewieziono ją do Walsgrave Hospital, nie udało się uratować córeczki Ellen, która zmarła 2 godziny później.

## Dyskografia

### Albumy
| - 1965 – Cilla - 1966 – Cilla Sings a Rainbow - 1968 – Sher-oo! - 1969 – Surround Yourself with Cilla - 1970 – Sweet Inspiration - 1971 – Images - 1973 – Day By Day with Cilla - 1974 – In My Life - 1976 – It Makes Me Feel Good - 1978 – Modern Priscilla - 1980 – Especially for You - 1985 – Surprisingly Cilla - 1993 – Through the Years - 2003 – Beginnings: Greatest Hits & New Songs | - 1968 – The Best of Cilla Black - 1983 – The Very Best of Cilla Black - 1993 – Love, Cilla - 1997 – The Abbey Road Decade 1963–1973 (3CD) - 1998 – The 35th Anniversary Collection - 2002 – The Best of Cilla Black (Special Edition) - 2003 – Cilla: The Best of 1963–78 (3CD) - 2005 – Cilla in the 60s - 2005 – Cilla in the 70s |

### Single
(w nawiasie pozycja na brytyjskiej liście przebojów)
- 1963 – „Love of the Loved” (#35)
- 1964 – „Anyone Who Had a Heart” (#1)
- 1964 – „You're My World (Il Mio Mondo)” (#1)
- 1964 – „It's for You” (#7)
- 1965 – „You've Lost That Lovin' Feelin'” (#2)
- 1965 – „I've Been Wrong Before” (#17)
- 1966 – „Love's Just a Broken Heart” (#5)
- 1966 – „Alfie” (#9)
- 1966 – „Don't Answer Me” (#6)
- 1966 – „A Fool Am I (Dimmelo Parlame)” (#13)
- 1967 – „What Good Am I?” (#24)
- 1967 – „I Only Live to Love You” (#26)
- 1968 – „Step Inside Love” (#8)
- 1968 – „Where Is Tomorrow” (#39)
- 1969 – „Surround Yourself with Sorrow” (#3)
- 1969 – „Conversations” (#7)
- 1969 – „If I Thought You'd Ever Change Your Mind” (#20)
- 1971 – „Something Tells Me (Something's Gonna Happen Tonight)” (#3)
- 1974 – „Baby We Can't Go Wrong” (#36)
- 1993 – „Through the Years” (#54)
- 1993 – „Heart and Soul (with Dusty Springfield)” (#75)